# Mal Retkoceri
Mal Retkoceri (* 20. Mai 1997 in Pristina) ist ein kosovarischer Sänger und Komponist.

## Leben
Mal wurde als Sohn der Folklore- und Pop-Sängerin Violeta Kukaj in Pristina geboren. Er hat einen Bruder und eine Schwester. Die Schwester Njomza ist ebenfalls als Sängerin tätig und trat schon als kleines Kind in Talentshows auf. Mal besuchte eine musische Grundschule und ein musisches Gymnasium in Pristina. Er hat eine Ausbildung als Architekt. Zuletzt arbeitete er als Videoeditor und trainierte als Bodybuilder.
2023 hatte Mal Retkoceri seinen ersten großen Bühnenauftritt. Er nahm am bedeutendsten albanischen Song-Contest, dem Festivali i Këngës, teil. Sein Lied Çmendur (albanisch für „verrückt“) hatte er selbst geschrieben und komponiert. Die Softrock-Ballade handelt von schwierigen Beziehungen zu Menschen, die einen ausnutzen wollen. Gewidmet hat er das Lied seiner Mutter, in die er sich hineinzuversetzen versuchte. Obwohl in der Musikszene noch unbekannt, gewann Retkoceri das Festival: Die Jury hatte den Newcomer zum Sieger erkoren. Vom Publikum wurde aber die Sängerin Besa Kokëdhima zur Vertreterin Albaniens am Eurovision Song Contest 2024 in Malmö gewählt.
Nach dem Festival erklärte Mal gegenüber Medien, dass er zwar Ideen für weitere Songs habe, aber nicht wisse, was die Zukunft bringen werde und ob er weiter als Musiker aktiv sein wolle.
Beim Festivali i Këngës 2024 trat Retkoceri erneut an und wurde mit dem Lied Antihero Zwölfter.

## Diskografie

### Singles
- 2023: Çmendur
- 2024: Gone
- 2024: Antihero
- 2024: I dehun